# Jakob Winter (Politiker)
Jakob Winter (* 1. April 1879 in Feckweiler; † 18. November 1965 in Birkenfeld) war ein deutscher Landwirt und Politiker (CDP/CDU).
Winter, der katholischer Konfession war, war Landwirt. Nach dem Zweiten Weltkrieg trat er der CDU bei. Für die CDU war er 1946/47 Mitglied der Beratenden Landesversammlung.